# Luigi Bolis (patriota)
Luigi Bolis (Bergamo, 4 giugno 1841 – Figline Valdarno, 13 marzo 1932) è stato un patriota italiano.
Bergamasco di nascita visse a lungo a Figline Valdarno. Fu uno dei Mille di Garibaldi.

## Volontario risorgimentale

### Seconda guerra d'indipendenza italiana
Diciottenne, si arruolo' volontario nella 2ª Compagnia del 3º Reggimento dei Cacciatori delle Alpi partecipando agli scontri di Seriate e alla Battaglia di Treponti; terminata la guerra ritornò a casa.

### Spedizione dei Mille
Raggiunto nella primavera del 1860 dalla notizia che Garibaldi raccoglieva volontari, fu tra i primi a raggiungere il raggruppamento in Liguria venendo assegnato all'ottava compagnia comandata da Angelo Bassini. Partecipò a tutta la campagna siciliana, venendo promosso a sergente furiere a Palermo e quindi, per meriti acquisiti durante i combattimenti di Capua venne promosso a luogotenente il 23 ottobre 1860 con nomina personale di Garibaldi. Durante la battaglia del Volturno venne ferito alla mano destra da un colpo di baionetta. Alla fine della guerra e conseguentemente alla scioglimento dei corpo dei volontari, diede le dimissioni il 16 dicembre dal corpo ritornando a Bergamo, divenendo impiegato nell'Amministrazione delle Poste.

### Spedizione dell'Aspromonte
Saputo che Garibaldi si stava apprestando alla spedizione dell'Aspromonte, per liberare Roma, lasciò l'impiego per parteciparvi. A seguito del suo insuccesso dovette rientrare a Bergamo ove si trovò destituito per punizione del suo impiego pubblico; da qual tempo iniziò un'attività di commercio.

## Reduce garibaldino
Trasferitosi a vivere con la sua numerosa famiglia (18 figli) a Figline Valdarno, facendo commercio di chincaglieria, si ritrovò ad essere uno dei più longevi tra i reduci garibaldini, venne nominato il 12 maggio 1910 cavaliere della Corona d'Italia, e ufficiale nel dicembre 1914. Partecipò a manifestazioni e festeggiamenti di anniversari risorgimentali come quello del 1885 celebrante il venticinquennio della liberazione di Palermo, città in cui ritornò l'11 maggio 1930 per i festeggiamenti del 70º della sua presa partecipandovi, assieme ad altri sei reduci garibaldini, al XVIII Congresso della Società del Risorgimento.
Divenne un simpatizzante del movimento fascista fin dalla sue prime origini, e il 28 dicembre 1924 il governo gli assegnò la Commenda dell'Ordine della Corona d'Italia assieme a provvidenze che gli garantirono una tranquilla vecchiaia.